# Morina
La morina è il nome comune dato a un pigmento naturale estratto dal legno di varie piante tra cui il moral, l'albero di mirto, l'albero di gelso e la Maclura pomifera. Tecnicamente è una sostanza  della famiglia dei flavonoli (3-idrossiflavoni) che sono, assieme ai flavoni, i cromofori predominanti nei pigmenti gialli naturali. Chimicamente è il derivato 3'-idrossi dell'apigenina.
Grazie al suo brillante colore giallo è utilizzato per la lavorazione dei tessuti di cotone e di lana. In combinazione con altre sostanze quali l'indaco e l'henné permette la produzione di svariati coloranti alternativi. Per questo motivo è considerato uno dei migliori coloranti gialli naturali.
La morina è stata studiata in laboratorio per certe sue proprietà biologiche. Condiziona negativamente la crescita di certe linee cellulari maligne, interferendo simultaneamente con l'attività di alcune proteina tirosina chinasi e con la famosa proteina della resistenza multipla ai farmaci (Multi-Drug Resistance-1; MDR1), entrambe elevate nei tumori resistenti ai farmaci chemioterapici. Interferisce anche col metabolismo dei fosfoinositidi, ma il meccanismo non è stato ancora chiarito.
È risultata anche un buon inibitore della xantina ossidasi, enzima produttore dell'acido urico endogeno. È su questa base che la farmacologia erboristica ha attribuito al mirto le sue proprietà antiuricemiche.